# Hrabiše V. Hrabišic
Hrabiše V. Hrabišic († po 1203)  byl český šlechtic z rodu Hrabišiců.

## Život
Narodil se jako syn Slavka I. Hrabišice. Měl bratra Bohuslava I. Hrabišice. V pramenech se objevil pouze na dvou dokumentech pocházejících z rozmezí let 1201 až 1203. Po roce 1203 patrně předčasně zemřel.